# Kanton Aniane
Aniane is een voormalig kanton van het Franse departement Hérault. Het kanton maakte sinds november 2009 deel uit van het arrondissement Lodève, daarvoor behoorde het tot het arrondissement Montpellier. Het werd opgeheven bij decreet van 26 februari 2014 met uitwerking op 22 maart 2015. Alle gemeenten werden toegevoegd aan het kanton Gignac.

## Gemeenten
Het kanton Aniane omvatte de volgende gemeenten:
- Aniane (hoofdplaats)
- Argelliers
- La Boissière
- Montarnaud
- Puéchabon
- Saint-Guilhem-le-Désert
- Saint-Paul-et-Valmalle